# Vorrsjön
Vorrsjön är en sjö i Umeå kommun i Västerbotten och ingår i Hörnåns huvudavrinningsområde. Sjön har en area på 0,0481 kvadratkilometer och ligger 61 meter över havet.

## Delavrinningsområde
Vorrsjön ingår i det delavrinningsområde (707370-170051) som SMHI kallar för Mynnar i Hörnån. Medelhöjden är 69 meter över havet och ytan är 3,45 kvadratkilometer. Räknas de 2 avrinningsområdena uppströms in blir den ackumulerade arean 26,02 kvadratkilometer. Degerbäcken som avvattnar avrinningsområdet har biflödesordning 2, vilket innebär att vattnet flödar genom totalt 2 vattendrag innan det når havet efter 14 kilometer. Avrinningsområdet består mestadels av skog (43 procent) och sankmarker (45 procent). Avrinningsområdet har 0,05 kvadratkilometer vattenytor vilket ger det en sjöprocent på 1,4 procent.